# Peine de mort aux Caraïbes

En bleu : Abolie pour tous les crimes
En vert : Seulement pour les crimes graves (crime de guerre, crime contre l'humanité)
En orange : Légale mais non utilisée depuis au moins 10 ans
En rouge : Légale pour tous les crimes

Les Caraïbes se composent de plusieurs pays dont beaucoup ont la peine de mort et poussent pour l'appliquer régulièrement ces dernières années. Plusieurs de ces pays ont commencé de se défaire du Comité judiciaire du Conseil privé avec lequel ils sont liés pour permettre les exécutions. Cette juridiction interdit en effet d'exécuter un condamné qui se trouve dans le couloir de la mort depuis plus de cinq ans, temps jugé insuffisant pour régler toutes les modalités juridiques.

## Bahamas
En novembre 2007, les Bahamas se sont prononcées contre la résolution des Nations unies appelant à un moratoire mondial sur les exécutions. À la suite du vote, le Premier ministre Hubert Ingraham a déclaré publiquement qu'il espérait que la pratique des exécutions reprendrait aux Bahamas. La dernière exécution aux Bahamas remonte à l'an 2000, lorsque David Mitchell fut pendu pour le meurtre de deux touristes allemands.

## Belize
Au Belize, la peine de mort est une application obligatoire dans toute condamnation pour meurtre. L'exécution est appliquée par pendaison. C'est en 2017 que le Criminal Code est amendé pour supprimer l'application « obligatoire » et donne la possibilité d'une réclusion à perpétuité pour meurtre. Malgré son application toujours possible, la dernière exécution a eu lieu le 19 juin 1985 et la dernière condamnation remonte à 2005.

## Cuba
Cuba n'est pas un État abolitionniste,, mais est considéré comme « abolitionniste de fait », par un organisme comme le Cornell Center on the Death Penalty Worldwide, qui s’appuie sur le fait que les trois dernières exécutions connues remontent au 11 avril 2003.
À Cuba, la Constitution de 1940 abolit la peine de mort pour les civils, « sauf pour les crimes de trahison ou d’espionnage pour le compte de l’ennemi en temps de guerre avec une nation étrangère. » (art. 25). Le régime de Fidel Castro va, dès sa prise du pouvoir, modifier cette Constitution et élargir progressivement les délits relevant de la peine de mort, incluant, selon le rapport « Cuba et la Primauté du Droit » publié en 1963 par la Commission internationale de Juristes, les raisons politiques (« contrerévolutionnaires », selon le lexique castriste).
La loi du 15 février 1999 (loi 87) prévoit l'extension de la peine de mort pour « les cas graves de trafic de drogues, de corruption de mineurs et de vol à main armée ». En 1999 treize personnes ont été exécutées. Un moratoire est déclaré en 2000 mais interrompu le 11 avril 2003 avec l'exécution de trois jeunes Cubains (Lorenzo Enrique Copello Castillo, Bárbaro Leodán Sevilla García et Jorge Luis Martínez Isaac) qui, le 2 avril, avaient détourné un bateau dans le port de La Havane afin d'essayer de gagner les États-Unis. Selon Rodolfo Borges, second officier de pont de l’embarcation, il s’agissait de 15 séquestreurs (en effet, les « pirates » initiaux avaient ultérieurement recueilli d’autres personnes) et de 14 passagers. Ils furent condamnés pour « terrorisme ». Quarante prisonniers attendent en 2008 leur éventuelle exécution dans le couloir de la mort. Toutes sont commuées en peine de prison sous la présidence de Raúl Castro, en fonction depuis le 24 février 2008. Ce dernier précise : « Cette décision a été adoptée, non à la suite de pressions, mais comme un acte souverain en accord avec la conduite humanitaire et éthique » néanmoins cela « ne signifie pas que nous supprimons la peine de mort du Code pénal ».

## Guatemala

### La loi et la Constitution
L'article 18 de la constitution interdit que la peine de mort soit prononcée contre des femmes, contre des personnes âgées de plus de soixante ans, contre l'auteur d'infractions à caractère politique ou d'infractions connexes de droit commun, et contre une personne extradée sous condition de ne pas être condamnée à mort. La peine de mort ne peut également pas être prononcée « Lorsque la condamnation était fondée sur des présomptions ». Sont punis de la peine de mort :
- Parricide (art 131)
- Assassinat (art 132) ; l'assassinat étant le meurtre :
  - Concomitant ou connexe à un acte de trahison ;
  - À des fins pécuniaires ou de rétribution quelconque ;
  - Par un moyen pouvant causer des dégâts importants (incendie, inondation, empoisonnement, destructions...)
  - Dans le cadre d'une préméditation substantielle ;
  - Avec cruauté ;
  - Dans l'élan d'une perversité brutale ;
  - Concomitant ou connexe à une autre infraction ;
  - À des fins terroristes ou dans le cadre d'activités terroristes.
- Viol d'un enfant de moins 10 ans ayant entrainé sa mort (art 175) ;
- Enlèvement et séquestration (art 201) ;
- Disparition forcée suivi de mort, de blessures ou d'un traumatisme particulièrement grave (art 201 ter) ;
- Tuer le président ou le vice-président de la République (art 383).

### Exécutions depuis 1984
| Date              | Résumé | Président        |
| ----------------- | --- | ---------------- |
| 13 septembre 1996 | Pedro Castillo (en) et Roberto Girón (en) - Marquent les premières exécutions depuis la fin du moratoire, de nombreux journalistes sont présents. Les deux hommes condamnés pour l'enlèvement, le viol et le meurtre d'une fillette de quatre ans nommée Sonia Marisol Álvarez García en 1993 sont fusillés en direct devant des centaines de milliers de téléspectateurs. Survivant aux premières salves, ils sont finalement chacun abattu d'une balle dans la tête, tirée à bout portant par le chef du peloton d'exécution. | Álvaro Arzú      |
| 10 février 1998   | Manuel Martínez Coronado (en) - À la suite de la double exécution bâclée de 1996, le Parlement a unanimement décidé d'adopter l'injection létale comme nouvelle méthode d'exécution. Pour ce faire des fonctionnaires ont été envoyés au Texas et le vice-ministre de l'intérieur, Salvador Gándara, a visité la nouvelle chambre d'exécution (en) à la prison de Pavón (en) à Fraijanes au nom du président de l'époque. Cette troisième exécution d'un homme qui était accusé d'avoir tué sept membres d'une même famille en 1995 s'est également mal passée, durant 45 minutes, au lieu de 3 disait-on. Le procureur qui a assisté physiquement à l'exécution a déclaré : « il criait et ses bras saignaient beaucoup, nous avons tous beaucoup souffert ». De nombreux incidents sont intervenus, notamment une interruption de l'électricité et des erreurs humaines dues au stress des bourreaux qui étaient regardés par tout le pays en train de tuer quelqu'un et qui entendaient la famille du condamné pleurer dans la salle voisine. Le gouvernement a par la suite annoncé que les exécutions ne seraient plus diffusées à la télévision et que les journalistes ne pourraient plus y assister. | Álvaro Arzú      |
| 29 juin 2000      | Amilcar Cetino Perez (en) et Tomas Cerrate Hernandez (en) - Condamnés à mort pour l'enlèvement en janvier 1996, ou 1997 de Isabel Bonifassi de Botran, une riche héritière retrouvée assassinée malgré le versement d'une rançon. Le gouvernement n'a pas tenu sa promesse et leurs exécutions ont été retransmises à la télévision nationale mais ce sont déroulées sans incidents. | Alfonso Portillo |

### Actualité
Un moratoire a par la suite été créé en 2002 sur la peine de mort par le vote d'une loi qui créait un vide juridique sur ce sujet en supprimant la grâce. À la suite d'une vague d'assassinats de chauffeurs de taxis, un parti d'opposition a proposé une loi qui rétablit la grâce (et la peine de mort par contrecoup) début 2008, cette loi a été adoptée par 140 voix sur 158 (incluant les supporters du président) selon Ipsnews. Une simulation d'exécution avec un détenu condamné à une peine de prison a même été, par la suite, organisée. Álvaro Colom a alors mis son veto à la loi qui aurait donc dû être réexaminée par le Parlement pour la réadopter à la majorité des deux tiers permettant ainsi d'outrepasser le veto, ce à quoi il semble avoir renoncé. Le président Colom avait annoncé qu'il n'accorderait pas de grâces aux condamnés, la loi en question prévoit que justement si le président ne gracie pas le condamné dans les trente jours, il ne pourra plus gracier et l'exécution aura lieu. Plusieurs dizaines de personnes sont sous le coup d'une condamnation à mort au Guatemala.
En octobre 2010, le Congrès monocaméral du Guatemala a de nouveau adopté par 110 voix une législation rétablissant le droit de grâce pour 2012 : c'est-à-dire après qu'Álvaro Colom quittera le pouvoir, car la Constitution interdit au président d'être réélu. Ce dernier a annoncé qu'il opposerait de nouveau son veto car il estime que ce n'est pas au pouvoir exécutif d'interférer dans l'application des décisions du pouvoir judiciaire.
En 2012, la cour suprême du Guatemala a commué toutes les condamnations à mort qui selon elles avaient été prononcées en violation du droit international pour diverses raisons. 
Entre 2007 et 2016, le Guatemala a systématiquement voté en faveur du moratoire des Nations Unies sur la peine de mort (en), sauf en 2008 où il s'est abstenu.
En 2017, le Guatemala a aboli la peine de mort pour les crimes de droit commun uniquement. L'usage de la peine de mort dans le pays est désormais limité au temps de guerre. 
L'actuel président guatémaltèque, Alejandro Giammattei, et son prédécesseur, Jimmy Morales, sont des partisans de la peine de mort,. 

## Jamaïque
Un débat prévu de longue date a eu lieu au Parlement proposant la reprise des exécutions. Il fait suite notamment à plusieurs meurtres barbares d'enfants en bas âge et la volonté du Premier Ministre Bruce Golding qui souhaite l'application de la peine de mort. La Jamaïque est considéré par Amnesty International comme un pays « abolitionniste en pratique » car la dernière exécution a eu lieu en 1988. Le 25 novembre 2008, le parlement a voté 2 voix contre le maintien de la peine de mort. Le Sénat a confirmé cette décision en décembre de la même année. Comme à St Christophe, une condamnation à mort doit être exécutée dans un délai de cinq ans pour ne pas être considérée comme un traitement inhumain et ne pas être commuée automatiquement.

## Saint-Christophe-et-Niévès
Le 19 décembre 2008, Charles Laplace (en), condamné à mort en 2006 pour avoir tué sa femme en 2004, est pendu à la prison de Basseterre. Il s'agit de la première exécution à Saint-Christophe-et-Niévès depuis celle de David Wilson (en) en 1998 (c'est-à-dire juste à temps pour ne pas déclaré « abolitionniste en pratique » par Amnesty International) et de la dernière à ce jour dans les Caraïbes.

## Sainte-Lucie
Une seule exécution a été pratiquée depuis 1986 par cet État de moins de 200 000 habitants. Le 17 octobre 1995, Joseph Solomon a été pendu par un autre prisonnier recruté pour l'occasion pour un meurtre commis alors qu'il venait d'être relâché de prison pour un autre meurtre accompagné de viol commis quatorze ans plus tôt.

## Saint-Vincent-et-les-Grenadines
Les dernières exécutions dans ce pays remontent à 1995. Lors du vote de la résolution de l'ONU pour un moratoire sur les exécutions, le représentant de Saint-Vincent-et-les-Grenadines, Camillo Gonsalves (en), a déclaré « Que son pays maintenait la peine de mort dans sa juridiction, un choix légitime que reconnaît le droit international. Il a ensuite regretté que les coauteurs du projet de résolution se soient montrés insensibles aux différences politiques et culturelles des autres États Membres. Ce faisant, ils n’ont pas tenu compte du souhait des citoyens de certains pays de maintenir la peine capitale et du droit souverain des États en la matière. » .

## Trinité-et-Tobago
Plusieurs condamnations à la peine capitale ont été prononcées au cours de l'année 2008. En mai, le Premier ministre a déclaré publiquement qu'il souhaitait le retour des exécutions par pendaison car la peine de mort lui semblait être « un élément essentiel de la lutte contre la criminalité ». En novembre, Trinité-et-Tobago s'est prononcé contre la résolution des Nations unies appelant à un moratoire mondial sur les exécutions. Les dernières exécutions remontent à 1999,.

## À voir